# Zakariás zsidó király
Zakariás (más néven: Zekarjá) király az Izraeli Királyság uralkodója a Kr. e. 8. század közepén.
II. Jeroboám fia és a Jéhu-dinasztia utolsó királya, ahogy azt Jéhunak megmondta Isten: "Amiért szorgalmatosan megcselekedted azt, ami nékem tetszett... azért a te fiaid negyedízig ülnek az Izráel királyi székiben."
Zakariás - a Biblia leírása alapján - "azt tette, amit rossznak lát az Úr" és valószínűleg csak hat hónapig uralkodott, amely után Sallum megölette. Innentől kezdve Izrael utolsó királyait egymás után ölték meg. Mindegyikőjüket a bűnös, istentelen élet jellemezte, ahogy Hóseás próféta írta:
"Királyaik mind elhullottak. Nincs köztük senki, aki hozzám kiáltana."

## Fordítás
- Ez a szócikk részben vagy egészben  a   Zechariah of Israel című angol Wikipédia-szócikk fordításán alapul.  Az eredeti cikk szerkesztőit annak laptörténete sorolja fel. Ez a jelzés csupán a megfogalmazás eredetét és a szerzői jogokat jelzi, nem szolgál a cikkben szereplő információk forrásmegjelöléseként.